# Dirección General para el Magreb, Mediterráneo y Oriente Próximo
La Dirección General para el Magreb, Mediterráneo y Oriente Próximo de España es el órgano directivo del Ministerio de Asuntos Exteriores, Unión Europea y Cooperación, adscrito a la Secretaría de Estado de Asuntos Exteriores, encargado de la preparación y ejecución de la política exterior del Gobierno de la Nación sobre los países del mundo árabe, en concreto, sobre las zonas geográficas del Magreb y los alrededores de la Península arábiga, ella incluida.

## Historia
Las competencias sobre política exterior en el continente africano y sobre el mundo árabe no han tenido una larga trayectoria de forma independiente, asumiendo sus funciones originalmente la Dirección General de Política Exterior y, con el paso del tiempo, la creación de la Dirección General para África asumió gran parte de estas competencias.
Con esta última dirección tiene una gran relación, pues en origen estaban unificadas y cuando se crearon en 1966 tenían la denominación de Dirección General de Asuntos de África y Mundo Árabe (hasta 1967), Dirección General de Asuntos de África y Próximo Oriente (hasta 1970) y Dirección General de África y Próximo y Medio Oriente (hasta 1973).
En otros periodos su importancia se redujo, desapareciendo incluso de la denominación del órgano pero manteniéndose en él (periodos como 1996-2000 o 2008-2010. En otros periodos adquirió gran relevancia, incluso relegando el término África (2004-2008).
En definitiva, la unión entre la DGA y esta dirección general ha sido casi permanente con el objetivo de enfocar la política exterior de manera continental, sin embargo, en 2008 se produce la novedad de que se divide el continente en dos, creando esta dirección general que asume las competencias sobre los países del norte de África y del mundo árabe, dejando a la DGA el África subsahariana y estableciendo la estructura que está vigente hoy en día.
Entre 2012 y 2017 se volvieron a agrupar todas las funciones de la totalidad del contiene africano y Oriente Próximo. Si bien están separadas, ambas direcciones generales se coordinan a través de la DGPE.

### Denominaciones
- Dirección General de Política Exterior para el Mediterráneo, Magreb y Oriente Próximo (2008-2010)
- Dirección General para el Mediterráneo, Magreb y Oriente Próximo (2010-2011)
- Dirección General para el Magreb, Mediterráneo y Oriente Próximo (2017-presente)

## Estructura y funciones
De la Dirección General dependen los siguientes órganos, a través de los cuales ejerce sus funciones:
- La Subdirección General del Magreb, que se encarga de la propuesta y ejecución de la política exterior de España en el Magreb, del impulso de las relaciones bilaterales con los países que engloba y del seguimiento de las iniciativas y foros multilaterales de su área geográfica.
- La Subdirección General de Oriente Próximo, que asume la propuesta y ejecución de la política exterior de España en los países que conforman Oriente Próximo así como el impulso de las relaciones bilateral, y el seguimiento de las iniciativas y foros multilaterales de su área geográfica.

## Directores generales
- Álvaro Iranzo Gutiérrez (mayo-julio de 2008)
- Fidel Sendagorta Gómez del Campillo (2008-2010)
- Juan González-Barba Pera (2010-2011)
- Eva Felicia Martínez Sánchez (2017-2021)[3]
- Alberto José Ucelay Urech (2021-2024)[4]
- Carmen Magariños Casal (2024-presente)[5]